# Huvepharma Arena
De  Huvepharma Arena (Bulgaars: Хювефарма Арена) is een multifunctioneel stadion in de Bulgaarse stad Razgrad. Het wordt vooral gebruikt voor voetbalwedstrijden en is de thuisbasis van voetbalclub PFK Loedogorets. Het stadion, dat werd geopend in 2011, biedt plaats aan 10.254 toeschouwers. Het stadion werd tussen 2017 en 2018 verbouwd, zodat het ook geschikt is voor Europese wedstrijden. Toen Loedogorets in de UEFA Champions League 2014/15 uitkwam, speelde het haar wedstrijden nog in hoofdstad Sofia, in het Vasil Levski Nationaal Stadion. Voor de renovatie huisvestte het stadion 6.500 toeschouwers.

## Interlandoverzicht
| 1 | 23 maart 2018     | Bulgarije – Bosnië en Herzegovina | 0 – 1 | Vriendschappelijk    | 2.200 |
| 2 | 2 juni 2022       | Bulgarije – Noord-Macedonië       | 1 – 1 | UEFA Nations League  | 8.275 |
| 3 | 5 juni 2022       | Bulgarije – Georgië               | 2 – 5 | UEFA Nations League  | 3.600 |
| 4 | 23 september 2022 | Bulgarije – Gibraltar             | 5 – 1 | UEFA Nations League  | 1.540 |
| 5 | 24 maart 2023     | Bulgarije – Montenegro            | 0 – 1 | EK 2024 kwalificatie | 9.180 |
| 6 | 20 juni 2023      | Bulgarije – Servië                | 1 – 1 | EK 2024 kwalificatie | 6.700 |